# Ever Anderson
Ever Anderson,  née le 3 novembre 2007 à Los Angeles est une actrice et mannequin américano-britannico-ukrainienne. Elle est connue pour avoir incarné une jeune Natasha Romanoff dans le film Black Widow de 2021 et le rôle de Wendy Darling dans le film Peter Pan et Wendy en 2023.

## Biographie

### Jeunesse et débuts
Ever Gabo Anderson nait le 3 novembre 2007. Sa mère est l'actrice Milla Jovovich et son père est le réalisateur Paul W. S. Anderson. Elle a deux sœurs plus jeunes, Dashiel et Osian. Elle est d'origine russe et serbe par sa mère et d'origine anglaise et britannique par son père. Sa grand-mère est Galina Jovovich.

### Carrière
Ses parents ont essayé de la décourager d'entrer dans le monde du cinéma mais elle ne s'est pas laissée dissuader. À neuf ans, elle fait la couverture de Vogue Bambini, photographiée par Ellen von Unwerth. Elle a également été photographiée par Karl Lagerfeld, Mikael Jansson et Peter Lindbergh.
Sa première apparition dans un long métrage était dans Resident Evil : Chapitre final en 2016, réalisé par son père. Elle y incarne la jeune Alicia Marcus, qui est jouée par sa mère à l'âge adulte, ainsi que l’intelligence artificielle du HIVE, la Reine Rouge.
En mars 2020, il a été révélé qu'elle jouerait une version plus jeune de Natasha Romanoff dans le film de 2021 : Marvel Cinematic Universe (MCU) Black Widow, ainsi que Wendy Darling dans le film Peter Pan & Wendy en 2023.

## Vie privée
Ever Anderson pratique le taekwondo,. Elle vit dans le quartier d'Hollywood Hills de Los Angeles, en Californie. En plus de ses langues maternelles, l'anglais, le russe et le japonais, elle sait également parler le français.

## Filmographie
Sauf indication contraire, les informations mentionnées dans cette section peuvent être confirmées par la base de données cinématographiques IMDb,  présente dans la section « Liens externes ».
- 2016 : Resident Evil : Chapitre final (Resident Evil: The Final Chapter) de Paul W. S. Anderson : Alicia Marcus jeune / Reine Rouge[4]
- 2021 : Black Widow de Cate Shortland : Natasha Romanoff jeune
- 2023 : Peter Pan et Wendy (Peter Pan & Wendy) de David Lowery : Wendy Darling